# Насыро, Пётр Александрович
Пётр Александрович Насыро (27 ноября 1926 — 8 августа 2021) — советский передовик производства в строительной промышленности. Герой Социалистического Труда (1981). Заслуженный строитель РСФСР (1970). Участник Великой Отечественной войны.

## Биография
Родился 27 ноября 1926 года в деревне Стародубка Калачинского района, Омской области в рабочей семье. Его отец Александр Амбросович Насыро был председателем сельсовета деревни Архангелка, затем по заданию партии занимался организацией колхозов в Омской области. Мать Лукерья Федоровна работала в колхозе и воспитывала троих детей. В 1941 году после начала войны, все мужчины деревни отправились на призывной пункт в Калачинск, среди них был и Насыро-старший. Он воевал под Ленинградом фронте, где и погиб в 1942 году.
С 1942 по 1943 годы работал трактористом на Воскресенской машинно-тракторной станции. С 1943 года призван в ряды РККА, с 1944 года направлен в действующую армию, служил в запасном стрелковом полку, воевал на 3-м Белорусском фронте. Участвовал в освобождении Белоруссии, Польши, воевал в Восточной Пруссии, дважды ранен. Второй раз — тяжело, лечился в госпиталях более 6 месяцев. В 1946 году был откомандирован в Винницу, в состав батальона НКВД для борьбы с бандеровцами.
С 1951 года был демобилизован из Советской армии. В 1954 году окончил Московский учебно-строительный комбинат. С 1951 по 1987 годы работал бригадиром и мастером Омского строительно-монтажного управления № 3 треста № 5. П. А. Насыро принимал участие в возведении значимых объектов в Омске и в Омской области, в том числе — Омский радиозавод им. А. С. Попова, Омский моторостроительный завод им. П. И. Баранова, Омский завод «Трансмаш». Бригаде П. А. Насыро одной из первых в Омске было присвоено звание «Коллектив коммунистического труда».
16 июня 1981 года «за отличие в труде» Указом (закрытым указом) Президиума Верховного Совета СССР Петру Александровичу Насыро было присвоено звание Героя Социалистического Труда с вручением Медали «Серп и Молот» и Орденом Ленина.
С 1986 года на персональной пенсии, жил в Омске. Умер 8 августа 2021 года.

## Награды
- Медаль «Серп и Молот» (16.06.1981)
- Орден Ленина (16.06.1981)
- Орден Октябрьской революции (5.04.1971)
- Орден Отечественной войны I степени (11.03.1985)
- Медаль «За трудовое отличие» (11.01.1957)
- Медали СССР
- Медали РФ

### Звания
- Заслуженный строитель РСФСР (1970)